# بيرثا ديمون
بيرثا ديمون (بالإنجليزية: Bertha Damon)‏ هي كاتبة أمريكية، (1881 – 1976 م).